# HD188728
HD188728 — хімічно пекулярна зоря спектрального класу
A1 й має  видиму зоряну величину в смузі V приблизно  5,3.
Вона знаходиться у сузір'ї Орла  й розташована на відстані близько 205,9 світлових років від Сонця.

## Фізичні характеристики
Зоря HD188728 обертається 
порівняно повільно 
навколо своєї осі. Проєкція її екваторіальної швидкості на промінь зору становить  Vsin(i)= 27км/сек.

## Магнітне поле
Спектр даної зорі вказує на наявність магнітного поля у її зоряній атмосфері.
Напруженість повздовжної компоненти поля оціненої з аналізу
крил ліній Бальмера
становить  162,1± 222,3 Гаус.